# 瞧啊，那片绿叶
《瞧啊，那片绿叶》是乌热尔图1981年的一篇小说，曾获全国少数民族文学创作奖。该篇小说运用了意识流、蒙太奇等创作手法，歌颂民族团结。
小说讲述1947年，鄂温克猎人拉杰开枪打伤老吴，后来认识到误伤了“汉人中的好人”时，甘愿接受惩罚，两人建立了兄弟般的友谊。1965年，拉杰出于民族间的情谊，开枪从熊口中救下陆辉，而陆辉却报之以猜忌。十年动乱中，为了援救被批斗的老吴，拉杰朝天开了一枪，冲上台子，结果被打昏在地。在批斗拉杰的会上，陆辉给拉杰扣上了“预谋叛国”的帽子。平反后的拉杰得了脑血栓，全篇就是他躺在医院里的回忆。